# Anolis opalinus
Espèce
Synonymes
- Norops opalinus (Gosse, 1850)
- Anolis flabellatus Cope, 1894

Anolis opalinus est une espèce de sauriens de la famille des Dactyloidae.

## Répartition
Cette espèce est endémique de Jamaïque.

## Publication originale
- Gosse, 1850 : Description of a new genus and six new species of saurian reptiles. Annals and magazine of natural history, ser. 2, vol. 6, p. 344-348 (texte intégral).